# Wapen van Aarle-Rixtel

Het wapen van Aarle-Rixtel (1961)

Het wapen van Aarle-Rixtel (1817-1961)

Het wapen van Aarle-Rixtel is op 16 juli 1817 bij besluit van de Hoge Raad van Adel aan de voormalige Noord-Brabantse gemeente Aarle-Rixtel bevestigd. Op 24 juli 1961 is het wapen gewijzigd. Op 1 januari 1997 is de gemeente opgegaan in de nieuw opgerichte fusiegemeente Laarbeek, waarmee het wapen kwam te vervallen. In het wapen van Laarbeek zijn geen elementen uit het wapen van Aarle-Rixtel overgenomen.

## Geschiedenis
De tekening is afkomstig van een schepenbankzegel. Dit zegel vertoont op een met sterren bezaaide ondergrond een gekroond Mariabeeld met kind op haar linkerarm en een tak in haar rechterhand. Heraldisch links is het gevierendeelde wapenschild van de hertogen van Brabant geplaatst. Maria was de patrones van de parochie Aarle. Dit zegel geeft de situatie weer van voor 1392, maar bleef als zodanig in gebruik tot in de achttiende eeuw. Omdat de kleuren bij aanvraag niet waren gespecificeerd, is het wapen verleend in de rijkskleuren blauw en goud. Dit is gecorrigeerd in 1961. De leeuwen in 2 en 3 in het wapen hebben toen ook hun kronen en dubbele staarten weer gekregen.

## Blazoen
De beschrijving van 16 juli 1817 luidt als volgt: 
Zijnde van lazuur, beladen met een kruis en gekantonneerd met vier klimmende leeuwen, alles van goud; het schild ter regterzijde vastgehouden door de Moeder Gods, houdende in de linkerhand het kindeke Jezus en in de regter een palmtak, alles van goud.
De heraldische kleuren in het wapen zijn lazuur (blauw) en goud (geel). Dit zijn de rijkskleuren. Het register vermeldt geen beschrijving, maar toont slechts een afbeelding.
De beschrijving van 24 juli 1961 luidt als volgt:
Gevierendeeld; I en IV. In sabel een leeuw van goud, getongd en genageld van keel; II en III. In zilver een dubbelstaartige leeuw van keel, gekroond en genageld van goud. Het schild ter rechterzijde gehouden door de Moeder Gods, houdende in de linkerhand het kindeke Jezus, alles van goud.

## Verwant wapen

Wapen van Jan III van Brabant